# Palenque, Ecuador
Palenque är en ort i Ecuador.   Den ligger i provinsen Los Ríos, i den centrala delen av landet, 190 km sydväst om huvudstaden Quito. Palenque ligger 31 meter över havet och antalet invånare är 9 083.
Terrängen runt Palenque är mycket platt. Runt Palenque är det ganska glesbefolkat, med 42 invånare per kvadratkilometer. Närmaste större samhälle är Vinces, 13,1 km söder om Palenque. Trakten runt Palenque består till största delen av jordbruksmark.